# Projektumfeld
Die DIN 69904 Projektwirtschaft - Projektmanagementsysteme - Elemente und Strukturen  definiert das Projektumfeld als das „Umfeld, in dem ein Projekt entsteht und durchgeführt wird, das das Projekt beeinflusst und von dessen Auswirkungen beeinflusst wird.“
Die IPMA Individual Competence Baseline benennt zusätzlich, dass das Umfeld das Projekt formuliert und bewertet, d. h. gleichzeitig Ursprung und Assessor des Projekts ist. Für die Wechselwirkungen zwischen Projekt und Projektumfeld gibt die ICB eine lange Reihe von möglichen Faktoren an: „physische, ökologische, gesellschaftliche, psychologische, kulturelle, politische, wirtschaftliche, finanzielle, juristische, vertragliche, organisatorische, technologische und ästhetische Faktoren“.
Die Definition des konkreten Projektumfeldes erfolgt durch die Projektumfeldanalyse und ist Teil eines Pflichtenheftes.